# 阿拉戈伊尼亚斯
12°8′S 38°25′W / 12.133°S 38.417°W
阿拉戈伊尼亚斯（葡萄牙語：Alagoinhas）始建于1852年，是位于巴西东部巴伊亚州的一座城市，人口139,723（2006年）。